# Таня Цанаклиду
Султана (Таня) Цанаклиду (на гръцки: Σουλτάνα, Τάνια Τσανακλίδου) е известна гръцка певица и актриса.

## Биография
Родена е на 9 април 1952 година в източномакедонския град Драма, Гърция. Още като малка се мести със семейството си в Солун. Започва да учи археология и успоредно посещава часове в Националния тетър на Северна Гърция. На 21 години се мести в Атина, където играе различни роли в театъра и вечер пее на сцената на клуб „Ледра“. В 1974 година играе в телевизионния сериал „Ανήσυχα νιάτα“ (Непокорна младеж). В 1978 година Таня Цанаклиду представя Гърция на конкурса Евровизия. В 1981 година е отличена с наградата „Златната роза“.
В 1981 година игаре ролята на Едит Пиаф в Атинския театър, за която роля получава много похвали. Междувременно записва песни с известни гръцки певци, сред които са Янис Спанос, Стаматис Краунакис, Лина Николакопулу и други. Таня Цанаклиду изнася серия големи концерти в страната и чужбина в 1980-те години.

## Творчество

### Театър
- Детски театър „Мерис Соиду“ (Μαίρης Σοΐδου, 1962 – 1963)
- Απόψε αυτοσχεδιάζουμε – в трупата Мират – Зумбулаки (1963 – 1964)
- Μορμόλης (1974)
- Τρεις αδελφές – трупата на Каролос Кун (1975 – 1976)
- Piaf – собствена трупа (1981)
- Επιθεώρηση – трупата на Стаматис Фасулис (1990)
- Ανδρομάχη – в трупата Андонопулу – Зуни (1999)
- Σαμία – Κ.Θ.Β.Ε. (2001)
- Ο ήχος του όπλου (2008)
- Cabaret (2013 – 2014)

### Телевизия
- Ανήσυχα νιάτα – Ε.Ρ.Τ. (1974)
- Η δασκάλα με τα χρυσά μάτια – Ε.Ρ.Τ. (1978)
- Όνειρο ήταν – НЕТ (2003)
- Σαν γλυκό του κουταλιού – АНТ1 (2004)